# تاج الملك
تاج المُلك أبو الغنائم مرزبان بن خسرو فيروز الشيرازي (بالفارسية: تاج‌الملک ابوالغنائم مرزبان بن خسرو فیروز) ، المعروف باسم تاج المُلك ( تاج الملک ) كان من رجال البلاط السلجوقي في عهد ملك شاه الأول وابنه باركياروق.

## الحياة
أصبح بشكل غير رسمي وزيراً للإمبراطورية السلجوقية بعد وفاة ملك شاه، وكان تاج الملك من عائلة نبيلة عريقة في منطقة فارس. لا يُعرف الكثير عن حياته قبل منصبه في الحكومة السلجوقية، لكن كتاب سيرته أشادوا به لكفاءته ومعرفته وطلاقته، مما يدل على أنه حصل على قدر كافٍ من التعليم. كان في البداية في خدمة عماد الدولة سوتكين، وهو أمير سلجوقي محلي. أُعجب الأمير بكفاءة تاج الملك، فقدمه إلى السلطان السلجوقي ودخل البلاط.

## الوزارة
انطلاقا من المصادر الأولية، يبدو أنه كان ينوي أن يصبح الوزير منذ البداية. بعد حصوله على دعم تركان خاتون، بنى قبرًا للشيخ أبو إسحاق الشيرازي، ومدرسة في بغداد (المعروفة باسم مدرسة التاجية) من أجل الحصول على بعض الدعم من الجماهير. بدأ ببطء وحذر معارضته لنظام الملك. بمساعدة بعض الحاشية الآخرين، كان هدفه هو خلع نظام الملك، وعلى الرغم من أن نظام الملك لم يأخذهم على محمل الجد، ولم يكن السلطان نفسه قادرًا على عزل نظام الملك.
حصل أخيرًا على فرصة لزيادة الخلافات بين نظام الملك والسلطان. على الرغم من اتفاق كل من نظام الملك والسلطان على باركياروق السلطان المستقبلي، إلا أن تاج الملك دعم محمود طفل تركان خاتون.

## الإسماعيلية
زعمت بعض المصادر الأولية مثل عبد الجليل القزويني الرازي أنه إسماعيلي وذكر قصة عن اتفاقه مع حسن الصباح، مما يفسر عداوته لنظام الملك. إلى جانب ذلك، حذر نظام الملك سلطان من «من يخفون أهدافهم الحقيقية ويريدون خلع الوزير والخليفة العباسي» في عمله سير الملوك.
كان مسؤولاً عن تسليم رسالة السلطان ملك شاه القاسية إلى نظام الملك، والتي أجاب عنها نظام الملك بكلمات قاسية أيضًا. كان يستعد للسفر إلى بغداد، عندما وصلوا إلى نهاوند، اغتيل نظام الملك على يد عميل إسماعيلي. ذكرت مصادر أولية أن اغتيال نظام الملك كان من تدبير تاج الملك، مما يرجح أن ملك شاه كان على علم به.
كان تنحية نظام الملك انتصارا لكل من تركان خاتون وأنصارها، وكذلك الإسماعيليين الذين حظوا بدعم تاج الملك. وعندما وصل السلطان بغداد منع تاج الملك الجنود من دخول منازل سكان بغداد ونهب المدينة. كما اشترى عشرة أيام للمقتدي الذي اضطر لمغادرة المدينة بأمر من ملك شاه. لكن الأحداث اللاحقة لم تكن في صالح تاج الملك. مات ملك شاه فجأةً بعد أيام قليلة من وفاة نظام الملك. في الحرب الأهلية التالية بين باركياروق (الوريث الرسمي) وملك إسماعيل (بدعم من تركان خاتون)، هُزم الأخير في معركة بالقرب من بروجرد. تم القبض على تاج الملك، وقرر باركياروق (الذي كان على علم باختصاصه) في البداية منحه منصب الوزارة، لكنه اغتيل على يد أنصار نظام الملك الذين اعتبروه مسؤولاً عن وفاة نظام الملك.
من أصل فارسي، كان وزيرًا للإمبراطورية السلجوقية بشكل غير رسمي لمدة لا تزيد عن 7 أشهر.